# Janseana sceptica
Janseana sceptica är en fjärilsart som beskrevs av Edward Meyrick 1910. Janseana sceptica ingår i släktet Janseana och familjen äkta malar. Inga underarter finns listade i Catalogue of Life.